# Vòng loại Bóng rổ tại Thế vận hội Mùa hè 2024 – Giải đấu Nam (San Juan)
Giải đấu vòng loại môn bóng rổ nam tại Thế vận hội Mùa hè 2024 tại San Juan là một trong 4 giải đấu vòng loại môn bóng rổ nam tại Thế vận hội Mùa hè 2024. Giải đấu được tổ chức tại San Juan, Puerto Rico từ ngày 2 đến ngày 7 tháng 7 năm 2024. 6 đội tuyển tham dự giải đấu được chia làm 2 bảng, mỗi bảng 3 đội để chọn ra 2 đội đứng đầu mỗi bảng giành vé vào bán kết. Đội vô địch sẽ giành quyền tham dự Thế vận hội Mùa hè 2024 được tổ chức tại Pháp.

## Các đội tuyển
| Đội tuyển   | Tư cách tham dự                          | Ngày vượt qua vòng loại | Xếp hạng |
| ----------- | ---------------------------------------- | ----------------------- | -------- |
| Litva       | 1 trong 16 đội có thành tích tốt nhất    | 10 tháng 9 năm 2023     | 10       |
| Ý           | 1 trong 16 đội có thành tích tốt nhất    | 10 tháng 9 năm 2023     | 13       |
| Puerto Rico | Đội tuyển có thứ hạng cao nhất – Châu Mỹ | 10 tháng 9 năm 2023     | 16       |
| México      | 1 trong 16 đội có thành tích tốt nhất    | 10 tháng 9 năm 2023     | 25       |
| Bờ Biển Ngà | 1 trong 16 đội có thành tích tốt nhất    | 10 tháng 9 năm 2023     | 33       |
| Bahrain     | Vô địch vòng sơ loại khu vực châu Á      | 20 tháng 8 năm 2023     | 69       |

## Địa điểm thi đấu
| San Juan                       | San JuanVòng loại Bóng rổ tại Thế vận hội Mùa hè 2024 – Giải đấu Nam (San Juan) (Puerto Rico) |
| Đấu trường José Miguel Agrelot | San JuanVòng loại Bóng rổ tại Thế vận hội Mùa hè 2024 – Giải đấu Nam (San Juan) (Puerto Rico) |
|                                | San JuanVòng loại Bóng rổ tại Thế vận hội Mùa hè 2024 – Giải đấu Nam (San Juan) (Puerto Rico) |
| Sức chứa: 18,500               | San JuanVòng loại Bóng rổ tại Thế vận hội Mùa hè 2024 – Giải đấu Nam (San Juan) (Puerto Rico) |

## Giai đoạn vòng bảng
Tất cả các giờ đều là giờ địa phương (UTC−4).

### Bảng A
| VT | Đội         | ST | T | B | ĐT  | ĐB  | HS  | Đ | Giành quyền tham dự |
| -- | ----------- | -- | - | - | --- | --- | --- | - | ------------------- |
| 1  | Litva       | 2  | 2 | 0 | 193 | 177 | +16 | 4 | Bán kết             |
| 2  | México      | 2  | 1 | 1 | 176 | 177 | −1  | 3 | Bán kết             |
| 3  | Bờ Biển Ngà | 2  | 0 | 2 | 174 | 189 | −15 | 2 |                     |

| 2 tháng 7 năm 2024 20:30 | Chi tiết | México                                                               | 84–96 | Litva                                                                 |  | Đấu trường José Miguel Agrelot, San Juan Số khán giả: 2,485 Trọng tài: Antonio Conde (Tây Ban Nha), Andrés Bartel (Uruguay), Kristian Páez (Ecuador) |
| 2 tháng 7 năm 2024 20:30 | Chi tiết | Điểm mỗi set: 26–29, 18–20, 17–34, 23–13                             |       |                                                                       |  | Đấu trường José Miguel Agrelot, San Juan Số khán giả: 2,485 Trọng tài: Antonio Conde (Tây Ban Nha), Andrés Bartel (Uruguay), Kristian Páez (Ecuador) |
| 2 tháng 7 năm 2024 20:30 | Chi tiết | Điểm: Ibarra 18 Chụp bóng bật bảng: Girón, Ibarra 6 Hỗ trợ: Stoll 12 |       | Điểm: Grigonis 21 Chụp bóng bật bảng: Sabonis 11 Hỗ trợ: Jokubaitis 6 |  | Đấu trường José Miguel Agrelot, San Juan Số khán giả: 2,485 Trọng tài: Antonio Conde (Tây Ban Nha), Andrés Bartel (Uruguay), Kristian Páez (Ecuador) |

| 3 tháng 7 năm 2024 17:30 | Chi tiết | Litva                                                             | 97–93 | Bờ Biển Ngà                                                                |  | Đấu trường José Miguel Agrelot, San Juan Số khán giả: 3,227 Trọng tài: Yohan Rosso (Pháp), Rabah Noujaim (Liban), James Boyer (Úc) |
| 3 tháng 7 năm 2024 17:30 | Chi tiết | Điểm mỗi set: 24–18, 23–24, 18–30, 32–21                          |       |                                                                            |  | Đấu trường José Miguel Agrelot, San Juan Số khán giả: 3,227 Trọng tài: Yohan Rosso (Pháp), Rabah Noujaim (Liban), James Boyer (Úc) |
| 3 tháng 7 năm 2024 17:30 | Chi tiết | Điểm: Sabonis 22 Chụp bóng bật bảng: Sabonis 9 Hỗ trợ: Grigonis 7 |       | Điểm: Thompson 18 Chụp bóng bật bảng: Kouadio, Moularé 5 Hỗ trợ: Moularé 7 |  | Đấu trường José Miguel Agrelot, San Juan Số khán giả: 3,227 Trọng tài: Yohan Rosso (Pháp), Rabah Noujaim (Liban), James Boyer (Úc) |

| 4 tháng 7 năm 2024 17:30 | Chi tiết | Bờ Biển Ngà                                                                       | 81–92 | México                                                        |  | Đấu trường José Miguel Agrelot, San Juan Số khán giả: 3,758 Trọng tài: Antonio Conde (Tây Ban Nha), Kristian Páez (Ecuador), Péter Praksch (Hungary) |
| 4 tháng 7 năm 2024 17:30 | Chi tiết | Điểm mỗi set: 25–22, 21–22, 23–24, 12–24                                          |       |                                                               |  | Đấu trường José Miguel Agrelot, San Juan Số khán giả: 3,758 Trọng tài: Antonio Conde (Tây Ban Nha), Kristian Páez (Ecuador), Péter Praksch (Hungary) |
| 4 tháng 7 năm 2024 17:30 | Chi tiết | Điểm: Fofana, Zouzoua 16 Chụp bóng bật bảng: Fofana, Thompson 8 Hỗ trợ: Diabate 6 |       | Điểm: Stoll 23 Chụp bóng bật bảng: Jaimes 12 Hỗ trợ: Stoll 11 |  | Đấu trường José Miguel Agrelot, San Juan Số khán giả: 3,758 Trọng tài: Antonio Conde (Tây Ban Nha), Kristian Páez (Ecuador), Péter Praksch (Hungary) |

### Bảng B
| VT | Đội         | ST | T | B | ĐT  | ĐB  | HS   | Đ | Giành quyền tham dự |
| -- | ----------- | -- | - | - | --- | --- | ---- | - | ------------------- |
| 1  | Puerto Rico | 2  | 2 | 0 | 179 | 125 | +54  | 4 | Bán kết             |
| 2  | Ý           | 2  | 1 | 1 | 183 | 133 | +50  | 3 | Bán kết             |
| 3  | Bahrain     | 2  | 0 | 2 | 109 | 213 | −104 | 2 |                     |

| 2 tháng 7 năm 2024 17:30 | Chi tiết | Ý                                                                         | 114–53 | Bahrain                                                                      |  | Đấu trường José Miguel Agrelot, San Juan Số khán giả: 1,560 Trọng tài: Yohan Rosso (Pháp), Carlos Peralta (Ecuador), Rabah Noujaim (Liban) |
| 2 tháng 7 năm 2024 17:30 | Chi tiết | Điểm mỗi set: 19–9, 28–16, 29–17, 38–11                                   |        |                                                                              |  | Đấu trường José Miguel Agrelot, San Juan Số khán giả: 1,560 Trọng tài: Yohan Rosso (Pháp), Carlos Peralta (Ecuador), Rabah Noujaim (Liban) |
| 2 tháng 7 năm 2024 17:30 | Chi tiết | Điểm: Melli, Gallinari 14 Chụp bóng bật bảng: Polonara 8 Hỗ trợ: Spissu 7 |        | Điểm: Haji 12 Chụp bóng bật bảng: 3 cầu thủ 3 Hỗ trợ: M. Hamoda, Z. Hamoda 3 |  | Đấu trường José Miguel Agrelot, San Juan Số khán giả: 1,560 Trọng tài: Yohan Rosso (Pháp), Carlos Peralta (Ecuador), Rabah Noujaim (Liban) |

| 3 tháng 7 năm 2024 20:30 | Chi tiết | Bahrain                                                               | 56–99 | Puerto Rico                                                      |  | Đấu trường José Miguel Agrelot, San Juan Số khán giả: 10,043 Trọng tài: Antonio Conde (Tây Ban Nha), Andrés Bartel (Uruguay), Péter Praksch (Hungary) |
| 3 tháng 7 năm 2024 20:30 | Chi tiết | Điểm mỗi set: 4–19, 15–20, 23–31, 14–29                               |       |                                                                  |  | Đấu trường José Miguel Agrelot, San Juan Số khán giả: 10,043 Trọng tài: Antonio Conde (Tây Ban Nha), Andrés Bartel (Uruguay), Péter Praksch (Hungary) |
| 3 tháng 7 năm 2024 20:30 | Chi tiết | Điểm: Z. Hamooda 15 Chụp bóng bật bảng: Chism 7 Hỗ trợ: Haji, Melad 3 |       | Điểm: Thompson 20 Chụp bóng bật bảng: Toro 12 Hỗ trợ: Alvarado 6 |  | Đấu trường José Miguel Agrelot, San Juan Số khán giả: 10,043 Trọng tài: Antonio Conde (Tây Ban Nha), Andrés Bartel (Uruguay), Péter Praksch (Hungary) |

| 4 tháng 7 năm 2024 20:30 | Chi tiết | Puerto Rico                                                     | 80–69 | Ý                                                                |  | Đấu trường José Miguel Agrelot, San Juan Số khán giả: 12,519 Trọng tài: Yohan Rosso (Pháp), Andrés Bartel (Uruguay), Carlos Peralta (Ecuador) |
| 4 tháng 7 năm 2024 20:30 | Chi tiết | Điểm mỗi set: 15–14, 20–26, 22–17, 23–12                        |       |                                                                  |  | Đấu trường José Miguel Agrelot, San Juan Số khán giả: 12,519 Trọng tài: Yohan Rosso (Pháp), Andrés Bartel (Uruguay), Carlos Peralta (Ecuador) |
| 4 tháng 7 năm 2024 20:30 | Chi tiết | Điểm: Alvarado 29 Chụp bóng bật bảng: Ortiz 8 Hỗ trợ: Waters 12 |       | Điểm: Gallinari 14 Chụp bóng bật bảng: Melli 11 Hỗ trợ: Spissu 5 |  | Đấu trường José Miguel Agrelot, San Juan Số khán giả: 12,519 Trọng tài: Yohan Rosso (Pháp), Andrés Bartel (Uruguay), Carlos Peralta (Ecuador) |

## Vòng cuối cùng
|  | Bán kết     | Bán kết     |           |    | Chung kết | Chung kết |
|  |             |             |           |    |           |           |
|  | 6 tháng 7   |             |           |    |           |           |
|  |             |             |           |    |           |           |
|  | Ý           | 64          |           |    |           |           |
|  | Ý           | 64          | 7 tháng 7 |    |           |           |
|  | Litva       | 88          |           |    |           |           |
|  | Litva       | 88          | Litva     | 68 |           |           |
|  | 6 tháng 7   |             | Litva     | 68 |           |           |
|  |             | Puerto Rico | 79        |    |           |           |
|  | Puerto Rico | Puerto Rico | 79        | 98 |           |           |
|  | Puerto Rico |             |           | 98 |           |           |
|  | México      | 78          |           |    |           |           |
|  | México      | 78          |           |    |           |           |

### Bán kết
| 6 tháng 7 năm 2024 16:00 | Chi tiết | Ý                                                              | 64–88 | Litva                                                                                      |  | Đấu trường José Miguel Agrelot, San Juan Số khán giả: 4,776 Trọng tài: Antonio Conde (Tây Ban Nha), Péter Praksch (Hungary), James Boyer (Úc) |
| 6 tháng 7 năm 2024 16:00 | Chi tiết | Điểm mỗi set: 21–25, 17–22, 15–21, 11–20                       |       |                                                                                            |  | Đấu trường José Miguel Agrelot, San Juan Số khán giả: 4,776 Trọng tài: Antonio Conde (Tây Ban Nha), Péter Praksch (Hungary), James Boyer (Úc) |
| 6 tháng 7 năm 2024 16:00 | Chi tiết | Điểm: Gallinari 15 Chụp bóng bật bảng: Melli 4 Hỗ trợ: Tonut 7 |       | Điểm: Grigonis 23 Chụp bóng bật bảng: Butkevičius, Sabonis 8 Hỗ trợ: Jokubaitis, Sabonis 4 |  | Đấu trường José Miguel Agrelot, San Juan Số khán giả: 4,776 Trọng tài: Antonio Conde (Tây Ban Nha), Péter Praksch (Hungary), James Boyer (Úc) |

| 6 tháng 7 năm 2024 19:00 | Chi tiết | Puerto Rico                                                 | 98–78 | México                                                        |  | Đấu trường José Miguel Agrelot, San Juan Trọng tài: Yohan Rosso (Pháp), Andrés Bartel (Uruguay), Carlos Peralta (Ecuador) |
| 6 tháng 7 năm 2024 19:00 | Chi tiết | Điểm mỗi set: 20–28, 27–14, 30–20, 21–19                    |       |                                                               |  | Đấu trường José Miguel Agrelot, San Juan Trọng tài: Yohan Rosso (Pháp), Andrés Bartel (Uruguay), Carlos Peralta (Ecuador) |
| 6 tháng 7 năm 2024 19:00 | Chi tiết | Điểm: Waters 24 Chụp bóng bật bảng: Toro 9 Hỗ trợ: Waters 4 |       | Điểm: Jaimes 23 Chụp bóng bật bảng: Jaimes 13 Hỗ trợ: Stoll 8 |  | Đấu trường José Miguel Agrelot, San Juan Trọng tài: Yohan Rosso (Pháp), Andrés Bartel (Uruguay), Carlos Peralta (Ecuador) |

### Chung kết
| 7 tháng 7 năm 2024 18:00 | Chi tiết | Litva                                                                | 68–79 | Puerto Rico                                                               |  | Đấu trường José Miguel Agrelot, San Juan Trọng tài: Antonio Conde (Tây Ban Nha), Yohan Rosso (Pháp), Andrés Bartel (Uruguay) |
| 7 tháng 7 năm 2024 18:00 | Chi tiết | Điểm mỗi set: 19–19, 16–20, 15–23, 18–17                             |       |                                                                           |  | Đấu trường José Miguel Agrelot, San Juan Trọng tài: Antonio Conde (Tây Ban Nha), Yohan Rosso (Pháp), Andrés Bartel (Uruguay) |
| 7 tháng 7 năm 2024 18:00 | Chi tiết | Điểm: Jokubaitis 16 Chụp bóng bật bảng: Sabonis 9 Hỗ trợ: Grigonis 6 |       | Điểm: Alvarado 23 Chụp bóng bật bảng: Alvarado, Ortiz 6 Hỗ trợ: Conditt 4 |  | Đấu trường José Miguel Agrelot, San Juan Trọng tài: Antonio Conde (Tây Ban Nha), Yohan Rosso (Pháp), Andrés Bartel (Uruguay) |

## Bảng xếp hạng chung cuộc
| VT | Đội         | ST | T | B | Giành quyền tham dự                         |
| -- | ----------- | -- | - | - | ------------------------------------------- |
| 1  | Puerto Rico | 4  | 4 | 0 | Giành quyền tham dự Thế vận hội Mùa hè 2024 |
| 2  | Litva       | 4  | 3 | 1 |                                             |
| 3  | Ý           | 3  | 1 | 2 |                                             |
| 4  | México      | 3  | 1 | 2 |                                             |
| 5  | Bờ Biển Ngà | 2  | 0 | 2 |                                             |
| 6  | Bahrain     | 2  | 0 | 2 |                                             |